# Proyecto Genoma Poético
El Proyecto Genoma Poético (PGP) es una iniciativa de la Asociación Cultural Libre Configuración que surgió en Madrid en 2012 impulsado por Quino Romero y Carlos G. Torrico.

## Historia
El PGP es un laboratorio ciudadano de creación experimental que fomenta el uso social de la poesía a través de procesos y herramientas inspirados en las vanguardias, lo conceptual, lo colaborativo y sobre todo lo lúdico. Los ejes entre los que se mueve esta iniciativa son la formación, la edición de distintas publicaciones y la creación de objetos de diferentes usos y aplicaciones.

### LetraLAB
En 2019, después de unos meses realizando talleres en el CSO La Ingobernable, el PGP se trasladó a Medialab-Prado donde continuaron con la iniciativa de LetraLAB, un Laboratorio de Letras: "un espacio de encuentro donde aprender y practicar diversas técnicas de escritura y artes visuales". A través de distintas propuestas, han ido trabajando en las actividades que han desarrollado metodologías colaborativas y abiertas donde los participantes proponen los siguientes pasos, se agrupan y llevan a cabo sus propios proyectos.

## Reconocimientos
En 2017, el Proyecto Genoma Poético fue premiado en la segunda edición de La__b Marmita, una iniciativa comprometida con los valores de sostenibilidad económica, tecnológica, social y cultural, que surge de la colaboración de Teamlabs, Los Hacedores, La Casa Encendida y la Fundación Daniel & Nina Carasso.